# Kustyn (obwód żytomierski)
Kustyn (ukr. Кустин) – wieś na Ukrainie, w obwodzie żytomierskim, w rejonie berdyczowskim. W 2001 roku liczyła 176 mieszkańców.